# Jan Trefulka
Jan Trefulka (Brno, 15 de mayo de 1929 – Brno, 22 de noviembre de 2012) fue un escritor, traductor, publicista y crítico literario checo.

## Biografía
Trefulka nació en Brno y fue compañero de colegio de Milan Kundera con el que mantuvo una relación de amistad hasta su muerte.
Crítico con el régimen comunista, en 1950 fue expulsado del Partido Comunista de Bohemia y Moravia por sus actividades antipartido junto con Kundera. Al mismo tiempo, fue expulsado de la Universidad Carolina en Praga donde estudiaba literatura y estética. Trefulka escribió en contra del partido comunista en su primera novela Pršelo jim štestí (1962). Trefulka estuvo involucradro en el Samizdat - la publicación y distribución de literatura censurada bajo el régimen comunista, y fue signatario de la Carta 77.
A Trefulka le resultó difícil encontrar trabajo en el país después de la invasión de Checoslovaquia por el Pacto de Varsovia en 1968. Pasó tiempo desempleado y trabajando como obrero manual. Después de la Revolución de Terciopelo y la caída del régimen comunista en 1989, se convirtió en un referente activo de la vida pública, convirtiéndose en presidente de la Asociación de Escritores de Moravia-Silesia y en miembro del primer Consejo de la Televisión Checa.

## Obras publicadas
- Pršelo jim štěstí  (1962)
- O bláznech jen dobré (1973)
- Zločin pozdvižen (1978)
- Svedený a opuštěný (1983)
- Bláznova čítanka (1998) Colección de trabajos de Trefulka publicados en Samizdat.